# Ordre du Chardon
Pour les articles homonymes, voir Chardon (homonymie).

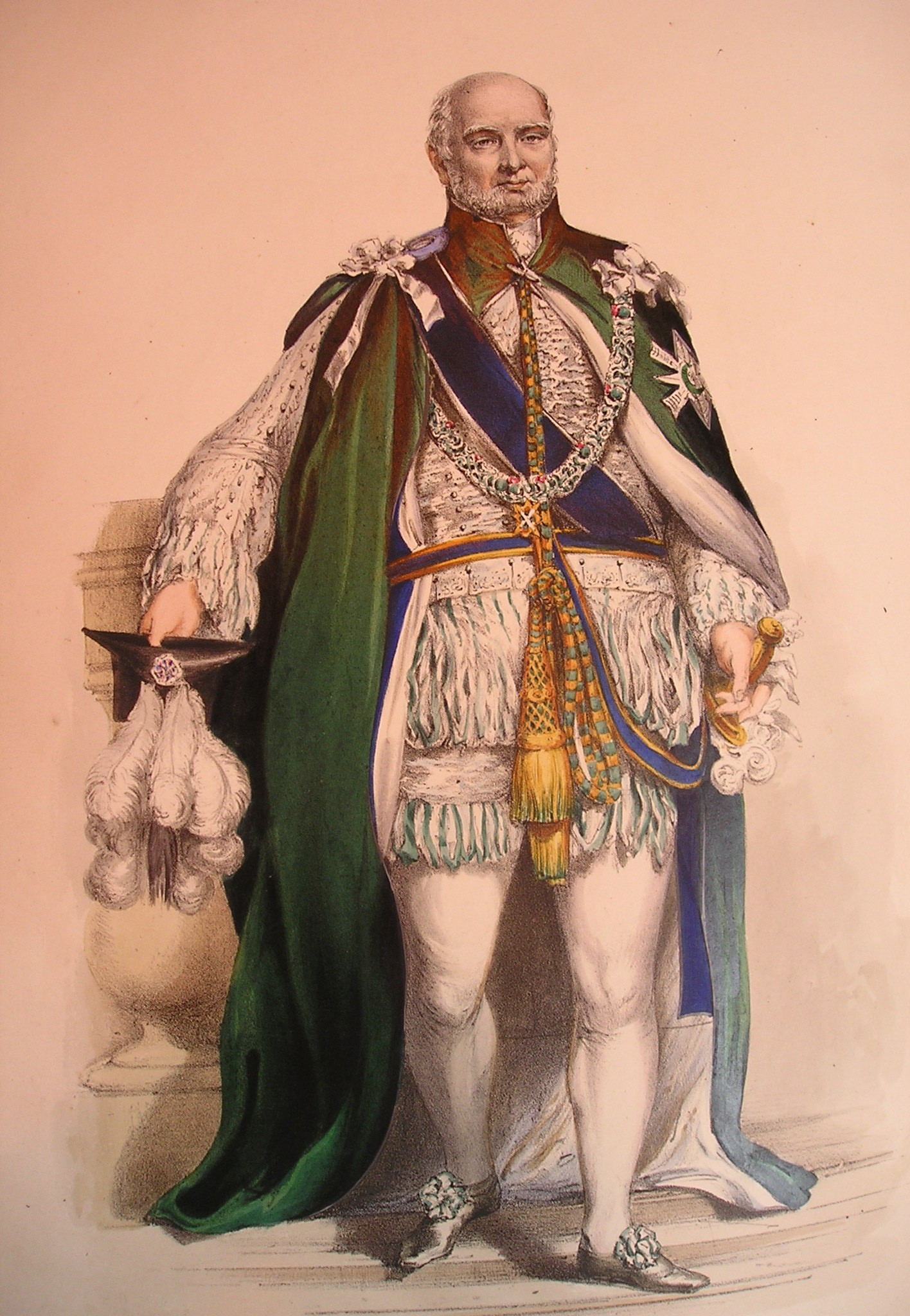
Chevalier de l’ordre du Chardon.
Le prince Augustus Frederick, duc du Sussex, en tenue de chevalier (1842).

L’ordre du Chardon (Order of the Thistle) est un ordre de chevalerie écossais, institué le 6 juin 1687, par le roi d’Angleterre Jacques II et roi d'Écosse sous le nom de Jacques VII, qui régna sur les deux pays de 1685 à 1689. Ce jour-là, il fait huit chevaliers et il faut attendre 1703 pour que la reine Anne réglemente le nombre de chevaliers à vingt. Le roi, qui en est le grand maître (ou la reine), la reine mère et deux chevaliers royaux en sont membres d’office, seize chevaliers écossais sont nommés. Les cinq officiers sont : le doyen, le chancelier, le Lord Lyon, le secrétaire et l'huissier, connu comme « le gentilhomme huissier de la verge verte ». Leur devise est Nemo me impune lacessit, ce qui signifie : « Personne ne me provoque impunément ». Le siège de l’Ordre se situe dans la cathédrale Saint-Gilles d'Édimbourg, Thistle Chapel.

## Historique
L'affirmation selon laquelle Jacques VII faisait revivre un ordre antérieur n'est généralement pas étayée par les preuves. Le mandat de 1687 indique que lors d'une bataille en 786 avec les Angles sous Æthelstan d'Est-Anglie, la croix de saint André apparut dans le ciel à Achaius, roi d'Écosse ; après sa victoire, il établit l'Ordre du Chardon et le dédia au saint. Cela semble peu probable à première vue, car Achaius mourut un siècle avant Æthelstan (bien que l'on pense maintenant que les adversaires dans cette bataille n'étaient pas le roi d'Est-Anglie Æthelstan (né vers 894) mais un Northumbrien antérieur du même nom, et non pas le légendaire roi écossais Achaius mais le roi picte historique Óengus II).
Une version alternative est que l'ordre a été fondé en 809 pour commémorer une alliance entre Achaius et l'empereur Charlemagne ; il y a une certaine plausibilité à cela, dans la mesure où l'on pense que Charlemagne a employé des gardes du corps écossais. Une autre version encore est que Robert the Bruce a institué l'ordre après sa victoire à Bannockburn en 1314.
La plupart des historiens considèrent que la première affirmation crédible est la fondation de l'ordre par Jacques III, au cours du XVe siècle. Il a adopté le chardon comme insigne royal, a émis des pièces de monnaie représentant des chardons bien qu'il n'y ait aucune preuve concluante de cela.
Après la destitution de Jacques par la Glorieuse Révolution de 1688, aucune autre nomination n'a été faite, bien que la Maison Stuart en exil ait continué à émettre une version jacobitejusqu'en 1784 (la dernière nomination étant Charlotte Stuart, duchesse jacobite d'Albany), bien qu'aucune d'entre elles n'ait été reconnue par la Couronne britannique. La reine Anne a nommé des chevaliers à l'Ordre à partir de 1704, et il est resté en existence depuis lors, et est utilisé pour reconnaître les Écossais « qui ont occupé des fonctions publiques ou contribué de manière significative à la vie nationale ».

## Composition
Les rois d'Écosse, plus tard rois de Grande-Bretagne et du Royaume-Uni, ont servi comme souverains de l'Ordre. Lorsque Jacques VII a rétabli l'ordre, les statuts stipulaient que l'ordre maintiendrait l'ancien nombre de chevaliers, qui était décrit dans le mandat précédent comme « le Souverain et douze Chevaliers-Frères en allusion au Saint Sauveur et à ses douze apôtres ». En 1827, George IV a porté le nombre à seize membres. Les femmes (autres que les reines régnantes) étaient initialement exclues de l'Ordre ;  George VI a créé sa femme la reine Élisabeth Dame du Chardon en 1937 par un statut spécial, et en 1987, Élisabeth II a autorisé l'admission régulière des femmes à la fois dans l'Ordre du Chardon et dans l'Ordre de la Jarretière.
De temps à autre, des personnes peuvent être admises dans l'ordre par des statuts spéciaux. Ces membres sont appelés « Chevaliers Extra » ou « Dames Extra » et ne sont pas comptabilisés dans la limite de seize membres. Les membres de la famille royale britannique sont généralement admis par cette procédure ; le premier à l'être fut le prince Albert. Le roi Olav V de Norvège, premier étranger à être admis dans l'ordre, fut également admis par statut spécial en 1962.
Le souverain a toujours eu le pouvoir de choisir les chevaliers de l'ordre. À partir du XVIIIe siècle, il faisait ses choix sur avis du gouvernement. George VI estimait que les ordres de la Jarretière et du Chardon n'avaient été utilisés qu'à des fins de favoritisme politique, plutôt que pour récompenser le mérite. Par conséquent, avec l'accord du Premier ministre (Clement Attlee) et du chef de l'opposition (Winston Churchill) en 1946, les deux ordres redevinrent un don personnel du souverain.
Les chevaliers et les dames du Chardon peuvent également être déchus de leur titre de chevalier. Le seul à avoir subi un tel sort est John Erskine, 6e comte de Mar, qui perdit à la fois son titre de chevalier et son titre de comte après avoir participé à la révolte jacobite de 1715.
L'ordre compte cinq officiers : le Chancelier , le Secrétaire, le Doyen, Lord Lyon, Roi d'Armes, et le Gentilhomme huissier de la Verge Verte. Le Doyen est normalement un clerc de l'Église d'Écosse. Cette fonction ne faisait pas partie de l'établissement d'origine, mais a été créée en 1763 et jointe à la fonction de Doyen de la Chapelle Royale. Les deux fonctions ont été séparées en 1969. La fonction de Chancelier est mentionnée et se voit confier la garde du sceau de l'ordre dans les statuts de 1687, mais personne n'a été nommé à ce poste avant 1913. La fonction a ensuite été occupée par l'un des chevaliers, bien que pas nécessairement le plus ancien. L'Huissier de l'Ordre est le Gentilhomme huissier de la Verge Verte (contrairement à son équivalent de la Jarretière, le Gentilhomme huissier de la Verge Noire, il n'a pas d'autre fonction d'assistance à la Chambre des Lords). Le Lord Lyon, Roi d'Armes, chef de l’autorité héraldique écossaise, dont la fonction est antérieure à son association avec l'ordre, sert comme Roi d'Armes de l'Ordre.

## Chapelle
Lorsque Jacques VII créa l'ordre moderne en 1687, il ordonna que l'église abbatiale du palais de Holyroodhouse soit transformée en chapelle pour l'Ordre du Chardon, s'inspirant peut-être de l'idée de l'Ordre de la Jarretière (dont la chapelle se trouve au château de Windsor). Jacques VII, cependant, fut déposé en 1688 ; la chapelle, entre-temps, avait été détruite lors d'émeutes. L'ordre ne disposa pas de chapelle avant 1911, lorsqu'une fut ajoutée à Cathédrale Saint-Gilles d'Édimbourg. Chaque année, le souverain réside au palais de Holyroodhouse pendant une semaine en juin ou juillet ; tous les deux ans, lors de cette visite, un office est célébré pour l'ordre. Les nouveaux chevaliers ou dames sont intronisés lors des offices annuels.
Chaque membre de l'ordre, y compris le souverain, se voit attribuer une stalle dans la chapelle, au-dessus de laquelle ses armoiries sont exposées. Perché au pinacle de la stalle d'un chevalier se trouve son heaume, décoré de lambrequins et surmonté de son cimier. S'il est pair, la couronne appropriée à son rang est placée sous le heaume. Contrairement aux autres ordres britanniques, les bannières armoriées des Chevaliers et des Dames du Chardon ne sont pas accrochées dans la chapelle, mais plutôt dans une partie adjacente de la cathédrale St-Gilles. La chapelle porte cependant les armoiries des membres vivants et décédés sur des plaques émaillées. Ces plaques sont apposées au dos de la stalle et indiquent le nom, les armoiries et la date d'admission de son occupant dans l'ordre.
À la mort d'un chevalier, son heaume, son lambrequin, sa couronne et son épée sont retirés. Les plaques de stalle, en revanche, ne sont pas retirées ; elles restent fixées en permanence au dos de la stalle, de sorte que les stalles de la chapelle sont décorées d'un registre coloré des chevaliers et dames de l'ordre depuis 1911. L'entrée, juste à l'extérieur des portes de la chapelle, porte les noms des chevaliers de l'ordre d'avant 1911 inscrits sur les murs, offrant ainsi un registre complet des membres de l'ordre.

## Préséance et privilèges
Les Chevaliers et Dames du Chardon se voient attribuer des positions dans l'ordre de préséance, au-dessus de tous les autres chevaliers, à l'exception de l'Ordre de la Jarretière, et au-dessus des baronnets. Les épouses, fils, filles et belles-filles des Chevaliers du Chardon figurent également dans l'ordre de préséance ; les proches des Dames du Chardon, en revanche, ne bénéficient d'aucune préséance particulière (en général, la préséance peut provenir de leur père ou de leur mari, mais pas de leur mère ou de leur épouse).
Les chevaliers du Chardon ajoutent « Sir » et les dames « Lady » à leurs prénoms. Les épouses de chevaliers peuvent ajouter « Lady » à leur nom de famille, mais aucun privilège équivalent n'existe pour les époux de dames. Ces formes ne sont pas utilisées par les pairs et les princes, sauf lorsque les noms des premiers sont écrits en toutes lettres.
Les chevaliers et les dames peuvent entourer leurs armes du cercle (un cercle vert portant la devise de l'ordre) et du collier de l'ordre ; le premier est représenté à l'extérieur ou au-dessus du second. L'insigne est représenté suspendu au collier. Les armoiries royales ne représentent le collier et la devise de l'Ordre du Chardon qu'en Écosse ; elles représentent le cercle et la devise de la Jarretière en Angleterre, au Pays de Galles et en Irlande du Nord.
Les chevaliers et les dames ont également droit à des armoiries. Ce privilège élevé est réservé aux membres de la famille royale, aux pairs, aux chevaliers et dames Compagnons de la Jarretière, aux chevaliers et dames Grand-Croix des ordres subalternes de chevalerie et aux chefs de clan.

## Description
Les insignes sont un écusson d'or sur lequel est figuré un saint André portant sa croix, et une plaque représentant un chardon à feuille d'or avec la devise Nemo me impune lacessit (Personne ne me provoque impunément.)

## Membres actuels de l'Ordre

### Membresex officio
1. Le roi Charles III (1977 en tant que duc de Rothesay ; en tant que souverain depuis 2022)

### Chevaliers et dames supplémentaires
1. La princesse royale (2000)
2. Le duc de Rothesay (2012 en tant que comte de Strathearn ; en tant que duc de Rothesay depuis 2022)
3. La reine Camilla (2023)
4. Le duc d’Édimbourg (2024)

### Chevaliers et dames
1. Andrew Bruce (en), 11e comte d'Elgin (1981)
2. James Mackay, baron Mackay de Clashfern (1997)
3. David Wilson, baron Wilson de Tillyorn (2000)
4. David Steel, baron Steel d'Aikwood (2004)
5. George Robertson, baron Robertson de Port Ellen (2004)
6. William Cullen, baron Cullen de Whitekirk (2007)
7. David Hope, baron Hope de Craighead (2009)
8. Narendra Patel, baron Patel (2009)
9. Robert Smith, baron Smith de Kelvin (2014)
10. Richard Scott, 10e duc de Buccleuch (2017)
11. Sir Ian Wood (en), (2018)
12. Lady Elish Angiolini, (2022)
13. Sue Black, baronne Black de Strome (2024)
14. Helena Kennedy, baronne Kennedy de The Shaws (2024)
15. - vacant -
16. - vacant -

## À propos du chardon et de l’Écosse
Selon la légende, l’histoire se passe au VIe siècle, lors des invasions Vikings. Pendant le siège du château de Stains, les envahisseurs danois décident d’attaquer la nuit et vont jusqu’à se déchausser, pour bénéficier de l’effet de surprise. Traversant un champ de chardons, leurs cris de douleur réveillent les soldats écossais, qui les pourchassent et remportent une victoire mémorable.

## Compléments